# جاده تنباکو (فیلم)
جاده تنباکو (انگلیسی: Tobacco Road) فیلمی در ژانر درام و کمدی به کارگردانی جان فورد است که در سال ۱۹۴۱ منتشر شد.

## داستان
در ایالت جورجیا، منطقه‌ای به نام جاده تنباکو وجود دارد که خانواده لیستر در آن ساکن هستند. پدر خانواده، جیتر، به همراه همسرش آدا، پسرش دود و دختر مجردش الی می زندگی می‌کنند. اما خانواده لیستر در شرف از دست دادن زمین‌هایشان هستند، چون بانک تصمیم گرفته این زمین‌ها را برای کشاورزی مناسب‌تر تصاحب کند.
با این حال، کاپیتان تیم هارمون (که پدرش همیشه به لیسترها اصرار داشت محصول بکارند) بانک را متقاعد می‌کند که در صورت گرفتن وام، زمین را به جیتر با سالی ۱۰۰ دلار اجاره دهد. جیتر قصد دارد این وام را از بیوه‌ای به نام خواهر بسی رایس بگیرد که تازه ۸۰۰ دلار از شرکت بیمه عمر دریافت کرده است. اما بسی تصمیم می‌گیرد با دود ازدواج کند و پولش را صرف خرید ماشین جدیدی برای دود می‌کند.
جیتر که حالا به دنبال راهی برای تهیه پول و همچنین شوهر دادن الی می است، تلاش می‌کند ماشین دود را بفروشد اما در این کار شکست می‌خورد. به نظر می‌رسد آنها مجبور خواهند شد به خانه فقرا بروند. در نهایت این هارمون است که به لیسترها فرصتی دوباره می‌دهد: او به آنها شش ماه مهلت می‌دهد تا محصول مناسبی پرورش دهند و حتی ۱۰ دلار هم به عنوان سرمایه اولیه به آنها می‌دهد.

## بازیگران
- مارجوری رامبئو
- جین تیرنی
- دانا اندروز
- الیزابت پترسون
- وارد باند
- راسل سیمپسون
- اسلیم سامرویل
- دورتی آدامز
- گرانت میچل
- اروینگ بیکن
- ویلیام تریسی
- جرج چندلر
- زِفی تیلبری